# Priwalowka (Kaliningrad)
Priwalowka (russisch Приваловка, deutsch Nausseden, 1938 bis 1945 Kleindünen, litauisch Nausėdai) ist ein Ort in der russischen Oblast Kaliningrad. Er gehört zur kommunalen Selbstverwaltungseinheit Stadtkreis Slawsk im Rajon Slawsk.

## Geographische Lage
Priwalowka liegt 15 Kilometer südöstlich der einstigen Kreisstadt Heydekrug (heute litauisch: Šilutė) und 25 Kilometer nordwestlich der jetzigen Rajonhauptstadt Slawsk (Heinrichswalde) an der Regionalstraße 27A-035, die bei Moskowskoje von der Regionalstraße 27A-034 (ex R513) abzweigt. Eine Bahnanbindung besteht nicht. Vor 1945 war die nächste Bahnstation Schakuhnen (1938 bis 1946 Schakendorf) an der Bahnstrecke Brittanien–Karkeln der Niederungsbahn (Elchniederungsbahn).

## Geschichte
Der vor 1750 Matz Hans Sanden genannte Ort war 1785 ein Kölmmisches Dorf und wurde 1919 als Landgemeinde bezeichnet. Im Jahre 1874 wurde das Dorf Teil des neu errichteten Amtsbezirks Spucken (der Ort hieß von 1938 bis 1946: Stucken, heute russisch: Jasnopoljanka), der zum Kreis Heydekrug im Regierungsbezirk Gumbinnen der preußischen Provinz Ostpreußen gehörte. Am 1. Juli 1922 wurde der Amtsbezirk in den Kreis Niederung (ab 1939: Kreis Elchniederung) überführt. Am 3. Juni – amtlich bestätigt am 16. Juli – im Jahre 1938 erhielt Nausseden aus ideologischen Gründen der Vermeidung nicht deutsch klingender Ortsbezeichnungen den Namen „Kleindünen“.
In Kriegsfolge wurde der Ort 1945 mit dem nördlichen Ostpreußen der Sowjetunion zugeordnet. Er erhielt 1947 die russische Bezeichnung „Priwalowka“ und wurde gleichzeitig dem Dorfsowjet Jasnowski selski Sowet im Rajon Slawsk zugeordnet. Vermutlich gelangte der Ort 1950 in den Lewobereschenski selski Sowet und 1965 dann in den Prochladnenski selski Sowet. Von 2008 bis 2015 gehörte Priwalowka zur Landgemeinde Jasnowskoje selskoje posselenije und seither zum Stadtkreis Slawsk.

### Einwohnerentwicklung
| Jahr | Einwohner |
| ---- | --------- |
| 1910 | 142       |
| 1925 | 191       |
| 1933 | 200       |
| 1939 | 162       |
| 2002 | 27        |
| 2010 | 8         |

## Kirche
Bis 1945 war Nausseden resp. Kleindünen mit seiner überwiegend evangelischen Bevölkerung in das Kirchspiel der Kirche Schakuhnen (der Ort hieß 1938 bis 1946: Schakendorf (Ostpr), heute russisch: Lewobereschnoje). Sie gehörte zum Kirchenkreis Niederung (Elchniederung) in der Kirchenprovinz Ostpreußen der Kirche der Altpreußischen Union. Heute liegt Priwalowka im Einzugsgebiet der in den 1990er Jahren neu entstandenen evangelisch-lutherischen Kirchengemeinde in Slawsk (Heinrichswalde) in der Propstei Kaliningrad (Königsberg) der Evangelisch-lutherischen Kirche Europäisches Russland.